# Frans Peeters (tir)
Pour les articles homonymes, voir Frans Peeters.
Frans Peeters, né le 30 août 1956 à Herentals, est un tireur sportif belge.

## Carrière
Frans Peeters participe aux Jeux olympiques de 1988 à Séoul et remporte la médaille de bronze dans l'épreuve de la fosse olympique.